# 濱錦竜郎
濵錦 竜郎（はまにしき たつろう、1976年（昭和51年）11月23日 - ）は、 熊本県熊本市出身で追手風部屋に所属した元大相撲力士。本名は髙濵 竜郎（たかはま たつろう）。身長180cm、体重129kg、血液型はO型。趣味は音楽鑑賞。最高位は東前頭11枚目（2002年3月場所）。2012年2月から2016年10月まで春日山部屋の師匠を務めた。

## 来歴

### 入門まで
小学校時代は6年間柔道を行っていた傍らで2歳年上の兄の影響で4年次から相撲を始め、6年時にはわんぱく相撲全国大会に出場。中学3年時には全国都道府県中学生相撲選手権で3位入賞した。熊本工大高等学校（現・文徳高等学校）に入学した頃から全国大会で頭角を現すようになり、選抜高校相撲宇佐大会3位、国民体育大会相撲競技3位、全日本相撲選手権大会出場などの実績を積んだ。兄の出身大学でもある日本大学では、田宮啓司（後の琴光喜）や加藤精彦（後の高見盛）らと共に活躍し、世界相撲選手権大会中量級3連覇など12個のタイトルを獲得した。稽古を休む口実として教職課程を修めていたという一面もあり、教員免許も在学中に取得した。

### 入門から現役引退まで
大学卒業後は九州電力への入社が内定していたが田宮や加藤が角界入りしたことに触発されたため、内定を返上して追手風部屋に入門し、1999年3月場所に幕下付出で初土俵を踏んだ。
以降、順調に番付を上げて行き、2000年7月場所に十両に昇進し四股名を『濱錦』へ改名。大学の先輩でもあり私生活でも親交があった柳川信行はある日電車で高濱と話していた際に師匠の先代三保ヶ関の実父である増位山大志郎が若名乗りとして使っていた四股名「濱錦」の話題を出したことがあり、験担ぎのつもりで柳川が襲名を薦めたという。数日後、先代三保ヶ関は三保ヶ関部屋ゆかりの四股名であるにも拘らず襲名をあっさりと認めたという。2001年5月場所には新入幕を果たした。四つ相撲で一時は幕内に定着しかけたが、2002年7月場所を最後に十両に陥落。十両に下がっていた2003年7月場所には右膝を故障して幕下まで陥落した。
2004年1月22日の1月場所12日目に日本大学の先輩である増健との取組に叩き込みで敗れた取組が無気力相撲であったとして当時の九重審判部副部長と伊勢ノ海監察委員長から増健とともに厳重注意を受けた。2005年11月場所から四股名を本名の『高濱』に戻した。
2006年11月場所は東幕下28枚目で全休したため、2007年1月場所では、自身初の三段目（8枚目）に陥落、その場所も1番相撲の不戦敗の後全休し、3月場所では68枚目まで番付を落とした。その後は三段目での勝ち越しや負け越しの状態が続いたが、2008年1月場所は6勝1敗と久々に好成績を挙げ、3月場所において幕下に復帰した。
2009年7月場所に再び四股名を濱錦に戻した。2011年1月場所では東幕下15枚目で4勝3敗と、2005年3月場所以来となる幕下15枚目以内での勝ち越しを果たした。5月技量審査場所で再び勝ち越しを決め、大相撲八百長問題で多くの力士が引退した影響もあり、7月場所で十両に再昇進した。所要39場所での再十両は当時の史上最長記録となった（現在は千代嵐の50場所）。しかしその後は2場所連続で負け越して11月場所では幕下に戻った。
2012年1月場所に東幕下20枚目で3勝4敗と負け越したのを最後に、同年2月22日の日本相撲協会理事会において、2月29日付で引退し年寄春日山（21代）を襲名することが承認された。これにより、協会理事に専念する16代雷（元春日富士、20代春日山）に代わり、春日山部屋の師匠となった。

### 現役引退後
2012年3月場所から既に部屋の指導を行っており、3月12日に大阪府立体育会館にて正式に引退記者会見を開いて13年の土俵生活への思いを述べ、今後は「我慢強い力士を育てて行きたい」と抱負を語っている。断髪式は同年9月28日に両国国技館の土俵上で行った。
ところが2013年5月に濱錦が日本相撲協会に虚偽の紛失届を出して証書の再発行申請をしたため、20代春日山こと岩永祥紀は証書所有を表明した。このため、同年7月に北の湖理事長(当時)が再発行を取り消すという問題が発生した。また同年10月、岩永所有の部屋施設の賃料未払い問題が明らかになった。岩永は未払いを続けている濱錦に対して部屋の看板を外すという抵抗も見せたという。

#### 賃料訴訟
2013年5月以降の賃料支払いと部屋施設からの退去を求めて岩永は濱錦を提訴し、11月11日に第1回口頭弁論が予定された。
2014年3月14日、訴訟の弁論準備で横浜地裁川崎支部は濱錦に対し和解に向けた条件をまとめることを指示し、4月の次回に提出されることになった。岩永の代理人弁護士によると、証書引き渡しを前提とした賃料支払いを条件に盛り込むよう裁判官が勧めたという。同弁護士は「和解は難しいと思うが、次回で提示される案を持ち帰って検討する」と話した。
同年7月11日に訴訟の弁論準備が横浜地裁川崎支部で行なわれ、双方が和解案を示した。濱錦は別に係争中の名跡証書引き渡しを和解の第一条件とし、岩永は賃貸契約続行か立ち退きかに関わらず未払い分の賃料支払いを求めた。双方の案の隔たりが大きく和解は厳しい見通しとなっていたが、2015年6月17日に、岩永との賃貸契約を同年9月末で解除することと、濱錦側が岩永に対し2013年5月からの未払い分の賃料計1,740万円を支払うことで和解が成立して賃料訴訟は決着した。
同年9月28日に濱錦ら部屋関係者は退去し、同じ川崎市内の別の場所に部屋を移転した。

#### 名跡訴訟（一審・横浜地裁川崎支部）
2013年11月、濱錦は名跡・春日山の証書を不当に所有しているとして岩永とその知人を提訴、同時に証書の仮差し押さえ申請も行った。この差し押さえ申請が認められ、同年12月16日に濱錦代理人弁護士が執行官立ち合いのもと岩永知人宅の金庫を開けたが証書はそこには保管されていなかった。証書の所在については、4日後の12月20日に行われた第一回口頭弁論で岩永の代理人弁護士が係争中につき証書を預かっていると述べている。
日本相撲協会は2014年からの公益財団法人への移行に伴い年寄名跡を協会で一括管理するため、この2013年12月20日を期限に年寄全員に証書の提出を求めていた。しかし濱錦は期限内に証書を提出できず、協会は未提出者には厳しい処分を下す構えだった。その後2014年1月9日に「春日山については係争を見守る」と玉ノ井広報部副部長は話している。
2016年4月19日、訴訟の口頭弁論中で岩永側は濱錦が2013年5月に行った春日山の証書再発行手続きに関して日本相撲協会に調査を求めていることを明らかにした。
同年8月2日、訴訟の判決が横浜地裁川崎支部で下された。判決は部屋継承の対価が「1億8000万円は下らない」とし、濱錦が岩永に対し未払いの1億7160万円を支払うよう言い渡すものであった。濱錦側は判決内容を不服として東京高裁に控訴した。

#### 春日山部屋師匠辞任と春日山部屋閉鎖
日本相撲協会の職務では2016年5月場所から春日山部屋付きの13代高島（元高望山）に代わり勝負審判に就任していたが、訴訟の影響で同年8月3日に夏巡業の審判から急遽外された。この件について春日野広報部長は「臨時的な処置」、「目先の職務に付くべきではないと判断した」と説明しており、9月場所前には20代桐山（元黒瀬川）と交代で審判部から正式に異動となった。
そして同年10月12日、日本相撲協会は臨時理事会において濱錦に対して春日山部屋の師匠を辞任するよう全会一致で勧告した。前述の地裁判決の影響や、また夏巡業の審判を外れた際に部屋での指導に専念するよう勧告を受けていたのに協会の調査で9月の秋場所中に一度も部屋に向かわなかったことが判明し濱錦もこれを認めたため、協会が「師匠としてお任せできない」と判断したことによる。
濱錦が協会からの勧告に対し回答の猶予を求めたため、19日午前10時まで1週間の猶予期間が与えられた。しかし濱錦が勧告を拒否した場合は「協会との人材育成業務の委託契約を解除」すること、また勧告を承諾した場合でも濱錦の現役時代の師匠11代追手風（元大翔山）率いる追手風部屋に対して「一時預かり」として濱錦を含む部屋の力士らを受け入れてもらえるよう協会が調整することとなった。いずれにしても新たに同部屋を継承する親方が現れない限り、春日山部屋の閉鎖が決定的な情勢となった。
同年10月19日、濱錦は辞任勧告受諾する旨を相撲協会へ伝えた。同日付で本人と弟子の力士は伊勢ヶ濱一門の追手風部屋へ移籍となり、春日山部屋は一時消滅となった。部屋の所属力士23人のうち、水口、萬華城ら11人が辞任勧告撤回を求める嘆願書を後援会関係者らとともに協会に提出していたが、このことにより12人が引退届を提出した。日本相撲協会は12人の引退届を一旦保留し10月中に個々と面談した上で結論を出すとしていたが、最終的に力士14人が引退を決意。同年12月23日に行われた集団断髪式で濱錦が師匠として止め鋏を入れた。

#### 名跡訴訟（二審・東京高裁）
2016年12月26日午前に東京高裁で春日山の名跡証書を巡る訴訟の控訴審第二回が行われたが和解は成立せず、同日午後に行われた年寄総会で「（期日までに）証書を入手できなければ自分で親方を辞める」と公言。協会はこの日を最終期限とする方針であったが本人の意向を受け、控訴審の第三回（2017年1月16日）が実施されるまで処分を猶予した。
2017年1月16日、東京高裁で行われた控訴審第三回でも和解が成立しなかったため、日本相撲協会との人材育成契約更新が叶わず日本相撲協会を退職した。このことに伴い、同年2月20日に原告（濱錦）と被告（岩永）が双方の請求を取り下げ和解して訴訟は終結した。その和解から数週後の3月9日、岩永は死去した。

## 人物
- 『相撲』2013年6月号増刊『大相撲 愛された男 高見盛伝説』では高見盛の爆笑エピソードの証言者を務めた。「礼儀作法を教えるのに四苦八苦」と話し、高見盛が風変わりな性格をしていたことを伝えた。この例が示す通り、濱錦は高見盛について日大時代から現在に至るまでの時代の証言を担当できるくらいに親しい人物である。
- 弟子の元幕下・水口は「自身のちゃんこ屋や後援者相手のちゃんこ会で弟子を扱き使い、ちゃんこ銭も削っていた20代春日山と異なり、力士を常識的に扱ってくれた」という趣旨の証言をしている[33]。また、15代中川のパワーハラスメント問題の際には「(元濱錦の)春日山親方の方が良かった」と言う旧春日山部屋力士もいたという[34]。

## 主な成績

### 通算成績
- 通算成績：360勝365敗30休（77場所）
- 幕内成績：44勝61敗 勝率.419
- 幕内在位：7場所

### 場所別成績
| | 一月場所 初場所（東京） | 三月場所 春場所（大阪） | 五月場所 夏場所（東京） | 七月場所 名古屋場所（愛知） | 九月場所 秋場所（東京） | 十一月場所 九州場所（福岡） |
| --- | ----------------------- | ----------------------- | ----------------------- | --------------------------- | ----------------------- | --------------------------- |
| 1999年 （平成11年） | x                       | 幕下付出60枚目 4–3      | 東幕下51枚目 6–1        | 西幕下24枚目 6–1            | 東幕下8枚目 3–4         | 西幕下14枚目 4–3            |
| 2000年 （平成12年） | 東幕下11枚目 4–3        | 東幕下8枚目 4–3         | 東幕下5枚目 5–2         | 東十両13枚目 10–5           | 西十両4枚目 5–10        | 東十両8枚目 7–8             |
| 2001年 （平成13年） | 東十両10枚目 10–5       | 東十両2枚目 9–6         | 西前頭12枚目 4–11       | 東十両3枚目 9–6             | 西前頭14枚目 8–7        | 東前頭12枚目 7–8            |
| 2002年 （平成14年） | 西前頭13枚目 8–7        | 東前頭11枚目 7–8        | 東前頭12枚目 6–9        | 前頭14枚目 4–11             | 西十両7枚目 8–7         | 東十両7枚目 9–6             |
| 2003年 （平成15年） | 西十両5枚目 5–10        | 東十両9枚目 10–5        | 東十両4枚目 6–9         | 東十両7枚目 2–3–10          | 西幕下6枚目 休場 0–0–7  | 西幕下6枚目 4–3             |
| 2004年 （平成16年） | 東十両13枚目 8–7        | 東十両10枚目 7–8        | 東十両11枚目 9–6        | 西十両5枚目 5–10            | 東十両11枚目 6–9        | 西十両14枚目 1–14           |
| 2005年 （平成17年） | 西幕下12枚目 4–3        | 東幕下11枚目 5–2        | 西幕下5枚目 2–5         | 東幕下15枚目 3–4            | 東幕下21枚目 3–4        | 東幕下27枚目 2–5            |
| 2006年 （平成18年） | 西幕下41枚目 5–2        | 東幕下28枚目 5–2        | 東幕下19枚目 4–3        | 西幕下14枚目 3–4            | 東幕下19枚目 3–4        | 東幕下28枚目 休場 0–0–7     |
| 2007年 （平成19年） | 西三段目8枚目 0–1–6     | 西三段目68枚目 4–3      | 東三段目52枚目 4–3      | 東三段目36枚目 4–3          | 西三段目21枚目 3–4      | 西三段目38枚目 4–3          |
| 2008年 （平成20年） | 東三段目23枚目 6–1      | 東幕下45枚目 5–2        | 東幕下30枚目 4–3        | 東幕下26枚目 3–4            | 東幕下34枚目 5–2        | 西幕下17枚目 3–4            |
| 2009年 （平成21年） | 東幕下26枚目 4–3        | 東幕下19枚目 3–4        | 東幕下28枚目 2–5        | 東幕下46枚目 5–2            | 東幕下34枚目 4–3        | 西幕下28枚目 2–5            |
| 2010年 （平成22年） | 東幕下44枚目 4–3        | 東幕下38枚目 5–2        | 西幕下23枚目 3–4        | 西幕下31枚目 5–2            | 西幕下15枚目 3–4        | 西幕下19枚目 4–3            |
| 2011年 （平成23年） | 東幕下15枚目 4–3        | 八百長問題 により中止   | 西幕下10枚目 6–1        | 東十両9枚目 5–10            | 東十両14枚目 2–13       | 東幕下10枚目 2–5            |
| 2012年 （平成24年） | 東幕下20枚目 3–4        | 西幕下26枚目 引退 –     | x                       | x                           | x                       | x                           |
| 各欄の数字は、「勝ち-負け-休場」を示す。 優勝 引退 休場 十両 幕下 三賞：敢=敢闘賞、殊=殊勲賞、技=技能賞 その他：★=金星 番付階級：幕内 - 十両 - 幕下 - 三段目 - 序二段 - 序ノ口 幕内序列：横綱 - 大関 - 関脇 - 小結 - 前頭（「#数字」は各位内の序列） |                         |                         |                         |                             |                         |                             |

### 幕内対戦成績
| 力士名   | 勝数 | 負数 | 力士名   | 勝数 | 負数 | 力士名   | 勝数 | 負数 | 力士名 | 勝数 | 負数 |
| -------- | ---- | ---- | -------- | ---- | ---- | -------- | ---- | ---- | ------ | ---- | ---- |
| 蒼樹山   | 0    | 1    | 安芸乃島 | 0    | 3    | 朝乃若   | 0    | 2    | 安美錦 | 0    | 4    |
| 皇司     | 1    | 3    | 大碇     | 1    | 2    | 小城錦   | 4    | 0    | 海鵬   | 1    | 1    |
| 北桜     | 1    | 1    | 旭鷲山   | 2    | 1    | 光法     | 1    | 0    | 琴ノ若 | 0    | 1    |
| 琴龍     | 0    | 1    | 霜鳳     | 1    | 1    | 十文字   | 3    | 0    | 戦闘竜 | 0    | 1    |
| 大至     | 1    | 0    | 大善     | 2    | 2    | 貴闘力   | 3    | 0    | 隆乃若 | 0    | 1    |
| 高見盛   | 0    | 1    | 玉春日   | 3    | 1    | 玉乃島   | 0    | 4    | 玉力道 | 1    | 1    |
| 千代天山 | 1    | 4    | 出島     | 0    | 1    | 寺尾     | 1    | 0    | 闘牙   | 0    | 2    |
| 時津海   | 2    | 1    | 土佐ノ海 | 1    | 0    | 栃栄     | 2    | 1    | 栃乃洋 | 1    | 0    |
| 栃乃花   | 0    | 2    | 肥後ノ海 | 1    | 2    | 武雄山   | 1    | 3    | 北勝力 | 0    | 1    |
| 雅山     | 0    | 1    | 若孜     | 1    | 1    | 和歌乃山 | 5    | 0    |        |      |      |

## 改名歴
- 髙濵 竜郎（たかはま たつろう）1999年3月場所 - 2000年5月場所
- 濵錦 竜郎（はまにしき-）2000年7月場所 - 2005年9月場所
- 髙濵 竜郎（たかはま-）2005年11月場所 - 2009年5月場所
- 濵錦 竜郎（はまにしき-）2009年7月場所 - 2012年1月場所

## 年寄変遷
- 春日山 嵩昌（かすがやま たかまさ）2012年2月29日 - 2017年1月16日